# 佩德罗·罗梅罗
佩德罗·罗梅罗（西班牙語：Pedro Romero，1937年8月12日—），墨西哥男子足球运动员，司职中场。他曾代表墨西哥国家队参加1962年国际足联世界杯，结果队伍止步小组赛阶段。